# Педрад, Насим
Наси́м Педра́д (англ. Nasim Pedrad; 18 ноября 1981, Тегеран, Иран) — иранско-американская актриса, комедиантка и певица.

## Биография
Насим Педрад родилась 18 ноября 1981 года в Тегеране (Иран) в семье Парвиза и Аресты Педрад. У Насим есть младшая сестра — сценаристка Нина Педрад.
Насим дебютировала в кино в 2005 году, сыграв роль Захры в фильме «73 девственницы». С 2009 года Педрад играет в юмористическом телешоу «Субботним вечером в прямом эфире», где она спародировала Кристину Агилеру, Кэти Гриффин, Мэрилин Монро и многих других. Также является певицей.

## Избранная фильмография
| Годы      | Название               | Оригинальное название | Роль        | Примечания  |
| --------- | ---------------------- | --------------------- | ----------- | ----------- |
| 2013      | Гадкий я 2             | Despicable Me 2       | Джиллиан    | Голос       |
| 2019      | Корпоративные животные | Corporate Animals     | Сюзи        |             |
| 2019      | Аладдин                | Aladdin               | Далия       |             |
| 2015-2018 | Новенькая              | New girls             | Эли Нельсон | 28 эпизодов |